# 12677 Gritsavage
12677 Gritsavage este o planetă minoră (asteroid) din centura de asteroizi. A fost descoperită pe 2 martie 1981 la Observatorul Siding Spring de Schelte J. Bus. 
Obiectul prezintă o orbită caracterizată de o semiaxă mare de 2,9983567 UAi, o excentricitate de 0,11, o înclinație de 9,49222 ° în raport cu ecliptica.